# Conquista do Barué
A Conquista do Reino de Barué pelos portugueses, também conhecida como a Campanha do Barué, foi uma operação militar levada a cabo em 1902, de que resultou a anexação do reino de Barué a Moçambique.

## História
O Barué era um importante objectivo para a política portuguesa porque situava-se na fronteira com a Rodésia Britânica, o que lhe conferia valor estratégico. Qualquer instabilidade no Barué podia implicar problemas com o Reino Unido e colocar em causa a credibilidade de Portugal enquanto potência capaz de ocupar o território e exercer soberania. O rei do Barué, Makombe Hanga, apoiava activamente com armas e tropas os régulos que se insurgiam contra a autoridade portuguesa e as alianças que cultivara ameaçavam a soberania portuguesa sobre o vale do Zambeze.
As forças do Barué contabilizavam quase 10,000 homens e estavam distribuídas pelo reino numa rede de aringas e estacadas. Entre estas, as mais importantes eram as de Missongue, Mungari e Mafunda, das quais as duas primeiras eram defendidas por artilharia. Depois de uma tentativa falhada de controlo indirecto do território pela Companhia de Moçambique, o governo português enviou uma grande expedição de 1000 soldados portugueses, dos quais cerca de metade provinham do exército metropolitano e 15,000 sipaios, comandados por João de Azevedo Coutinho. Embora os portugueses tenham pretendido atacar em Maio ou Junho de 1802, o recrutamento dos milhares de sipaios não pode ser concluído antes de Julho. Os portugueses tinham dois grandes objectivos: conquistar rapidamente Missongue e Mungari, ao mesmo tempo que encerravam a fronteira do Barué para impedir qualquer auxílio externo.
O xamã Kabudu Kagoro desempenhou um papel importante no desenrolar do conflito pois convenceu os guerreiros barués de que as balas dos portugueses transformar-se-iam em água e seriam por isso inofensivas e segundo Coutinho até os sipaios auxiliares dos portugueses recusaram-se a combater por temerem que as suas balas se revelassem ineficazes devido à magia do xamã. Um médium aliado aos portugueses, porém, convenceu os sipais de que o rei Makombe Hanga transformar-se-ia num hipopótamo indolente e só então é que os sipaios aceitaram avançar.
A 30 de Julho, a coluna principal do exército português, composta por três destacamentos de soldados portugueses e africanos de elite, acompanhados por uma reserva de mais de 2000 homens, atacou Tambara, um importante reduto tonga. Ao fim de dois dias de duros combates os portugueses capturaram a aringa. De Tambara os portugueses avançaram para Mafunda, que defendia a entrada para o Vale de Muira e com a ajuda de um destacamento de Sena a coluna principal conquistou em duas semanas as principais chefaturas tongas. Conquistados os tongas vassalos do Barué, os portugueses avançaram para Sança e ali estabeleceram o quartel-general.
A 19 de Agosto transpuseram a fronteira do Barué mas por então já os barués tinham retirado a maioria das suas forças para a aringa de Inhangome, defendida pelo célebre chefe Cambuemba, procurado pelos portugueses. Cambuemba foi, porém, mandado retirar para a capital, Missongue. Milhares de guerreiros esperavam os portugueses mas ao fim de várias horas os barués foram derrotados e obrigados a fugir. As metralhadoras Maxim e os canhões dos portugueses permitiram dominar o território em três meses.
A vitória de Azevedo Coutinho no Barué selou a ocupação da zona central de Moçambique, embora a região se tenha sublevado durante a I Guerra Mundial mas foi definitivamente pacificada.